# アメリカタガメ
アメリカタガメ(Lethocerus americanus)は、半翅目コオイムシ科タガメ亜科タイワンタガメ属に属する水生昆虫の一種である。市川 (2009)は、「アメリカタガメ」という和名を与えている。

## 形態

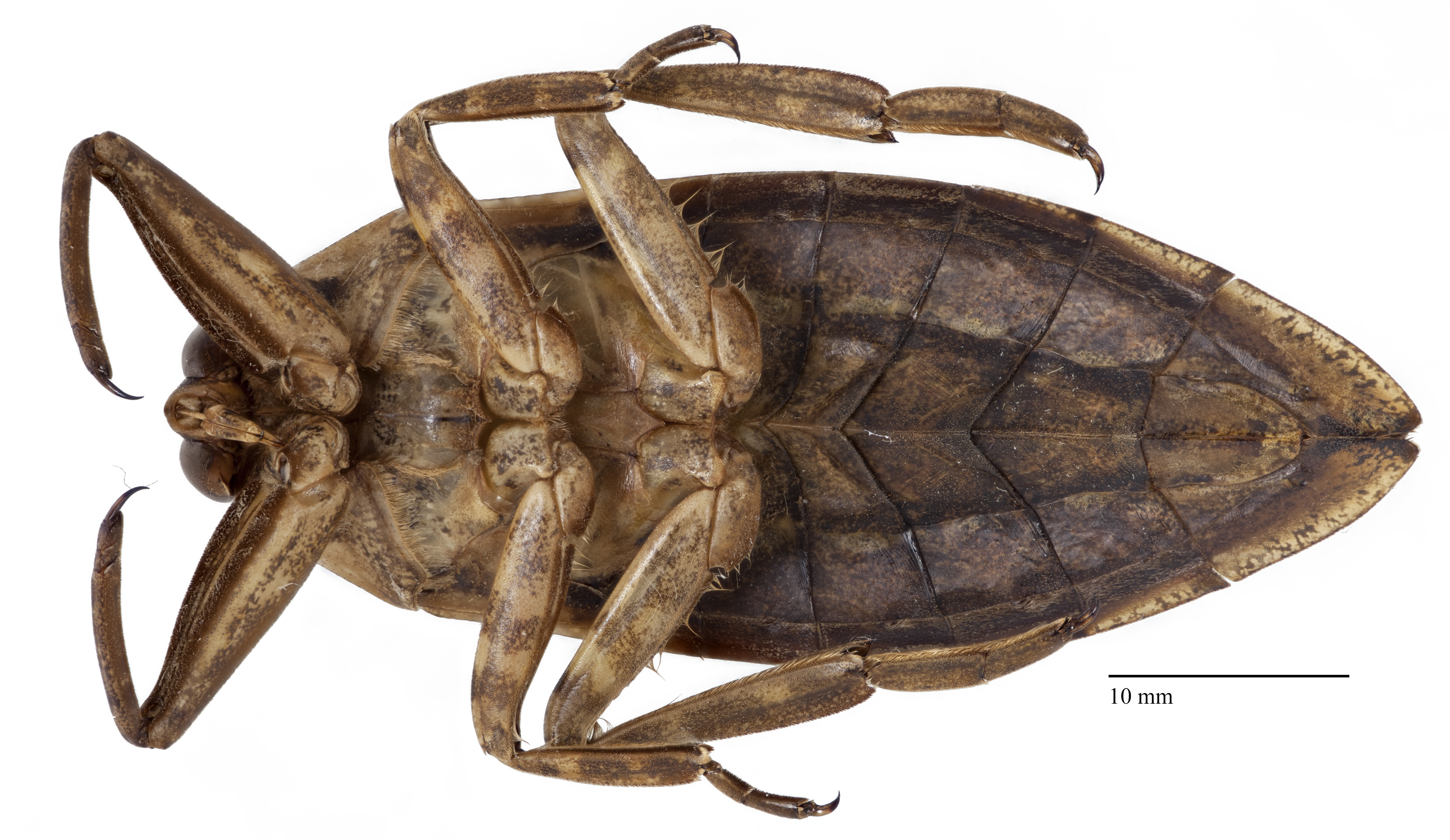
腹面

体長は約5~6cmで、L. uhleri メキシコタガメやBenacus griseus フロリダタガメともよく似ている。しかし、前者は本種より小型であることや、後者は前脚に溝が無いということで判別できる。

## 生態

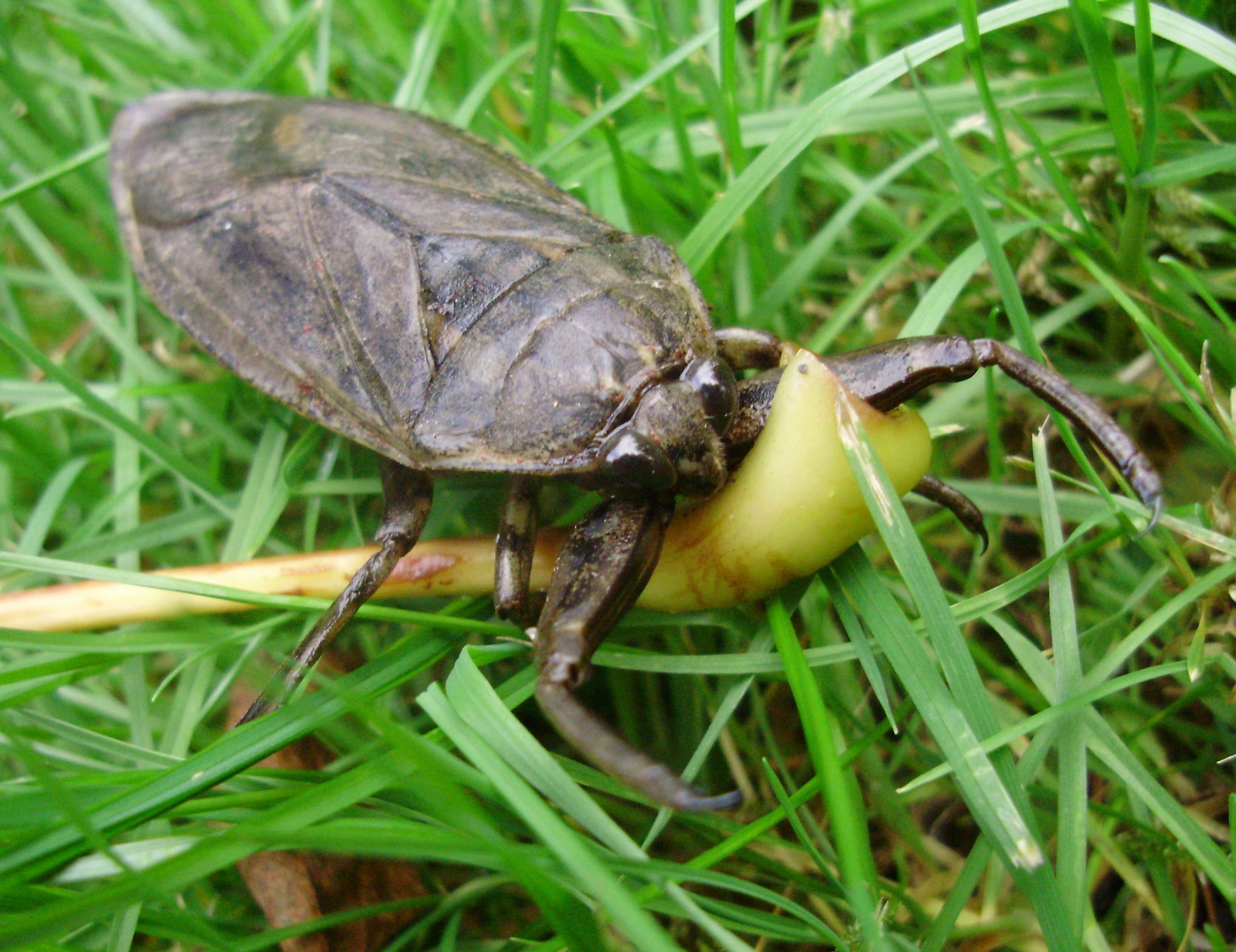
植生に付着している様子

池、沼地、湖の端、流れの緩やかな小川などでよく見られる。他の昆虫、小さな甲殻類（カニやザリガニ）、オタマジャクシ、カタツムリ、小魚などを食べる。また、本種が数匹で同じ獲物を捕食し、共有することが観察されている。また、卵塊は水辺の植物に産み付けられ、オスが外敵や直射日光から守る。卵塊から幼虫は約2週間後に孵化する。
成体のメスは摂食と交尾を繰り返し、生涯に約 150 個以上の卵を産むとされている。しかし、共食いや他の捕食者が多いため、成虫にまで成長する幼虫は少ない。成虫は約1年間生きる。本種も日本産タガメ同様にオスが卵を保育・保護するが、その最中に別のメスにも求愛して交尾し、自分の守っている卵塊の隣に産卵させて同時に保育する「2卵塊並行保護」の習性を持つ。

## 分布
カナダ南部からアメリカ(北緯35 度以北)にかけて生息する。

## 人間との関わり
身近な昆虫で、toe biter(つま先を噛むもの)などと呼ばれている。これは、触ると口吻によって刺されることから、池に入ったらつま先を刺される(噛まれる)だろうと考えたものと思われる。だが、基本的には人間が近づくと泳いで逃げ、すぐに見えなくなることから、危険な昆虫ではない。ただし、陸上にいるときにちょっかいを出し続けると刺される可能性はある。しかし、基本的には威嚇をする前に逃げるか死んだふりをする。また、electric-light bug(電光虫)とも呼ばれる。これは、夜間に電光に引き寄せられることからついた名前と思われる。